# Xylocopa nigricaula
Xylocopa nigricaula là một loài Hymenoptera trong họ Apidae. Loài này được LeVeque mô tả khoa học năm 1928.